# Konstantyn Dominik

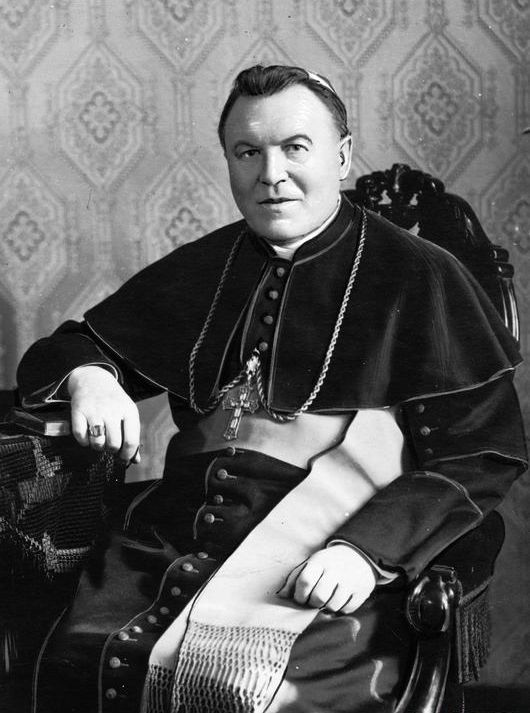
Bispo Konstantyn Dominik

Konstantyn Dominik ou Kònstantin Dominik (Gnieżdżewo, Casúbia, 7 de novembro de 1870 — Gdańsk, 7 de março de 1942) foi um bispo-auxiliar polaco da Diocese de Chelmno e um adversário do nazismo.